# Membibre de la Hoz
Membibre de la Hoz és un municipi de la província de Segòvia, a la comunitat autònoma de Castella i Lleó.